# Alexandre Pétion

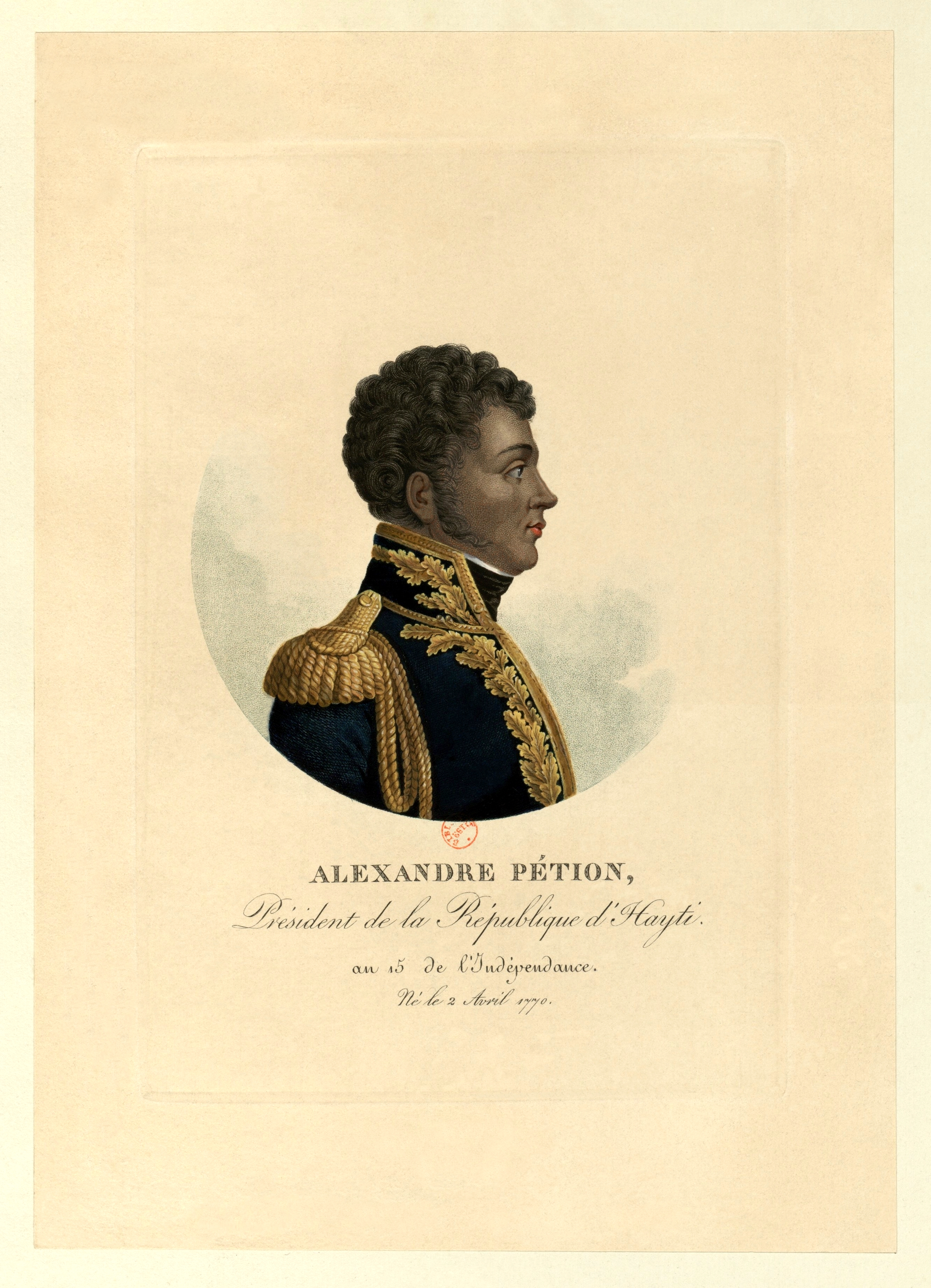
Alexandre Pétion

Alexandre Pétion (Anne Alexandre Sabès, Porto Príncipe, 1770 - † id., 1818) Militar e político mulato haitiano. Em 1791, participou da revolta preta contra os colonizadores, mas, por desacordos com François Dominique Toussaint-Louverture, emigrou para a França, de onde regressou ao Haiti com a expedição de Charles-Victor-Emmanuel Leclerc (1801). Lutou contra Toussaint Louverture e Jean Jacques Dessalines, mas, em 1802, passou para o lado dos insurretos. Nomeado presidente em 1807, em 1816 obteve o cargo como perpétuo e promulgou uma constituição.
Nasceu em Porto Príncipe, filho de uma preta (a dama Ursula) e de um colono francês (Pascal Sabés). Foi enviado à França em 1788 para estudar na academia militar de Paris. Adotou o pseudônimo de Pétion em homenagem a Pétion de Villeneuve, que foi membro da convenção e da sociedade dos amigos dos pretos. De volta à sua ilha natal, participou da campanha de expulsão dos britânicos e dos espanhóis (1798-1799). Tomou partido de André Rigaud, líder das pessoas de cor livres, estando junto a François Dominique Toussaint-Louverture durante a guerra de los cuchillos que se deu em junho de 1799. Desde novembro, a facção mulato se encontrava encurralada no porto estrategicamente importante de Jacmel, na costa meridional. Pétion encabeçou a defesa, Jean Jacques Dessalines dirigiu o ataque. A queda de Jacmel en março de 1800 pôs fim à revolta e Pétion. junto com outros dirigentes mulatos, se exilou na França.
Em fevereiro de 1802, Pétion voltou a Santo Domingo com Jean-Pierre Boyer, Rigaud e uma armada de doze mil franceses sob as ordens de Charles-Victor-Emmanuel Leclerc, cunhado de Napoleão Bonaparte. Depois da traição de Toussaint levada a a cabo contra a França, Pétion se incorporou às forças nacionalistas em outubro de 1802 (tendo como motivo a conferência secreta de Arcahaie) e deu seu apoio a Dessalines. O general Clairveaux era o adjunto principal de Pétion nesses momentos. A força expedicionária foi derrotada em 17 de outubro de 1803 e o Haiti se converteu numa república independente em 1 de janeiro de 1804. Dessalines nomeou-se monarca e coroou-se imperador em 6 de outubro de 1804.
Pétion encontrava-se entre os que propuseram o assassinato do imperador em outubro de 1806 e, em seguida, reivindicou a democracia liberal contra Henri Christophe. Christophe, eleito presidente, rompeu com o senado controlado por Pétion e o Haiti se dividiu em dois estados. O senado, que não reconheceu Christophe como presidente, elegeu, como tal, a Pétion. Uma guerra se desenvolveu até 1810. Christophe controlou o norte (feudo tradicional das facções pretas radicais), enquanto Pétion ficou no sul (onde os mulatos tinham sua base).
Conhecendo a aspiração dos camponeses (antigos escravos) por converter-se em proprietários, Pétion decidiu repartir as plantações entre os antigos colonos e o povo. Esta ação provocou o reconhecimento do povo, que o batizou como papá bon-kè ("papai de bom coração"). A economia haitiana, baseada na exportação do açúcar e do café, estavaa ponto de converter-se numa autarquia e numa agricultura de mera subsistência.
Fundou o liceo Pétion em Porto do Príncipe. Em 1815, deu asilo a Simón Bolívar (expulso, à época, da Venezuela) e lhe proporcionou os materiais necessários para empreender, de novo, a campanha de libertação, pedindo somente que Bolívar impusesse a emancipação de todos os escravos liberados.
Em 1816, proclamou-se presidente vitalício e elaborou, para a república haitiana, uma constituição modelo, estabelecendo as bases para o reconhecimiento da independência do Haiti. Mas as constantes conspirações contra ele e contra o governo o obrigaram, em 1818, a dissolver o senado e a governar como ditador.
Pétion morreu de febre amarela en 1818. Sucedeu-o seu protegido Boyer.